# Лозинський Тарас Володимирович

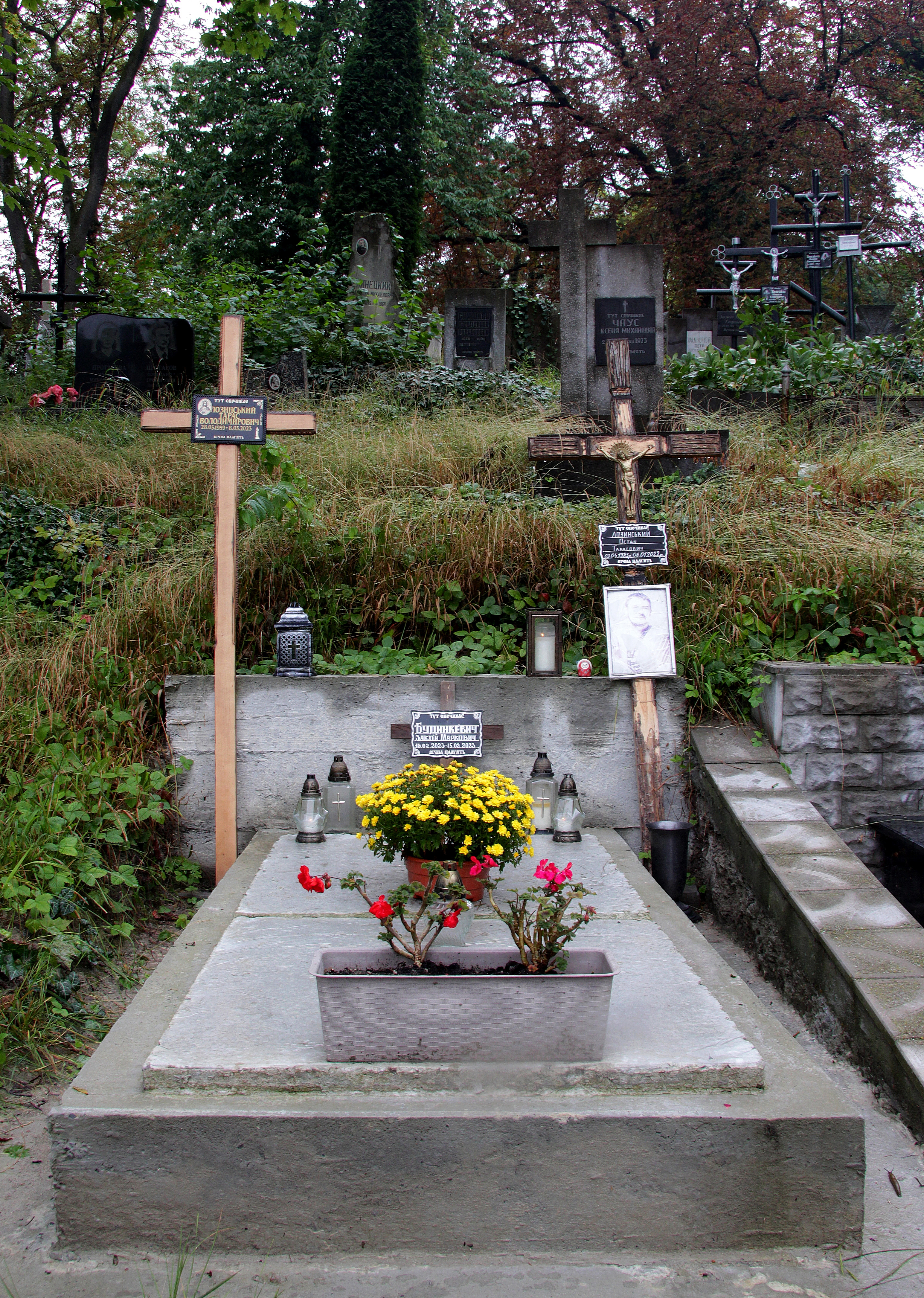
Могила Тараса Лозинського та його сина Остапа на 75 полі Личаківського цвинтаря.

Тарас Володимирович Лозинський (нар. 28 березня 1959, Львів — пом. 8 березня 2023, там само) — український маляр, іконописець, колекціонер, куратор мистецьких видань, співзасновник та заступник директора (2003) Львівського Інституту колекціонерства українських мистецьких пам'яток при НТШ. Член Наукового товариства ім. Шевченка. Батько художника та іконописця Остапа Лозинського.

## Життєпис
Народився 28 березня 1959 року у Львові.
1981 року закінчив економічний факультет Українського поліграфічного інституту імені Івана Федорова (нині Українська академія друкарства).
У 1987—2001 роках працював реставратором у майстерні Ніни Присяжної. Викладав в Іконописній школі Українського католицького університету.
Був членом наглядової ради Львівської національної академії мистецтв.
Помер у Львові 8 березня 2023 року, не доживши 20 днів до свого 64-го дня народження. Похований в одній могилі з сином на 75 полі Личаківського цвинтаря.

## Доробок
Під впливами малярського досвіду Олекси Новаківського, Романа Сельського, Володимира Патика сформувався як художник з власним авторським стилем.
З 1989 року займався іконописом на склі, автор 800 робіт. Персональна виставка у місті Львові (2013, 2019, 2024, посмертно).
- автор книг «Ісус» (2003, спільно з Ігорем Калинцем).
- упорядник низки альбомів та каталогів творів українського мистецтва — «Іван Гречко» (2006), «Михайло Бойчук» (2010)[11], «Анатоль Петрицький» (2012), «Українське мистецтво XV — ХХ ст.» (Т.1 — 2007, Т. 2 — 2008);
- один з ініціаторів видання серії «українське народне мистецтво» — «Жіноча сорочка Борщівсько-Заставнівського Придністров'я» (2013), «Рушники Наддніпрянської України» (2017), «Буковинські жіночі сорочки» (2018), «Українське народне мистецтво» (2021).

Зібрав велику колекцію творів народного мистецтва.

## Цитати
|                     | Серед великих митців також є оліймпійські чемпіони, також є свої перше, друге і третє місця. Треба вміти шанувати наших геніїв і тішитися, що вони в нас є. |
| — Тарас Лозинський, | |